# ジョシュア・トポルスキー
ジョシュア・トポルスキー（Joshua Topolsky，1977年10月19日 - ）は、アメリカ合衆国のテクノロジージャーナリスト。レコードプロデューサー、ドラマー、DJ（ステージネームはJoshua Ryan）。テクノロジーの情報サイトであるザ・ヴァージの編集長。Engadgetの元編集長。

## 音楽
トポルスキーの楽曲はJoshua Ryanの名前でコンピレーション・アルバムに収録されている。楽曲はPalm Pictures、Moonshine Music、Ministry of Sound、ソニー・ミュージックエンタテインメント（英国）でライセンス契約されている。1999年にFragrant Recordsがシングル「Pistolwhip」をリリースした。これは2001年にNuLife Recordingsで再リリースされ、全英シングルチャートで29位になった。トポロスキーと兄弟であるEric EmmはThe Brotherのプロデューサーとしても知られている。他にも!!!、Professor Murder、Radio 4などのアーティストをプロデュースした。
| スタブアイコン | サブスタブ | この項目は、まだ閲覧者の調べものの参照としては役立たない、人物に関連した書きかけの項目です。この項目を加筆・訂正などしてくださる協力者を求めています（P:人物伝/PJ:人物伝）。 |